# Koningin Astridpark (Kortrijk)

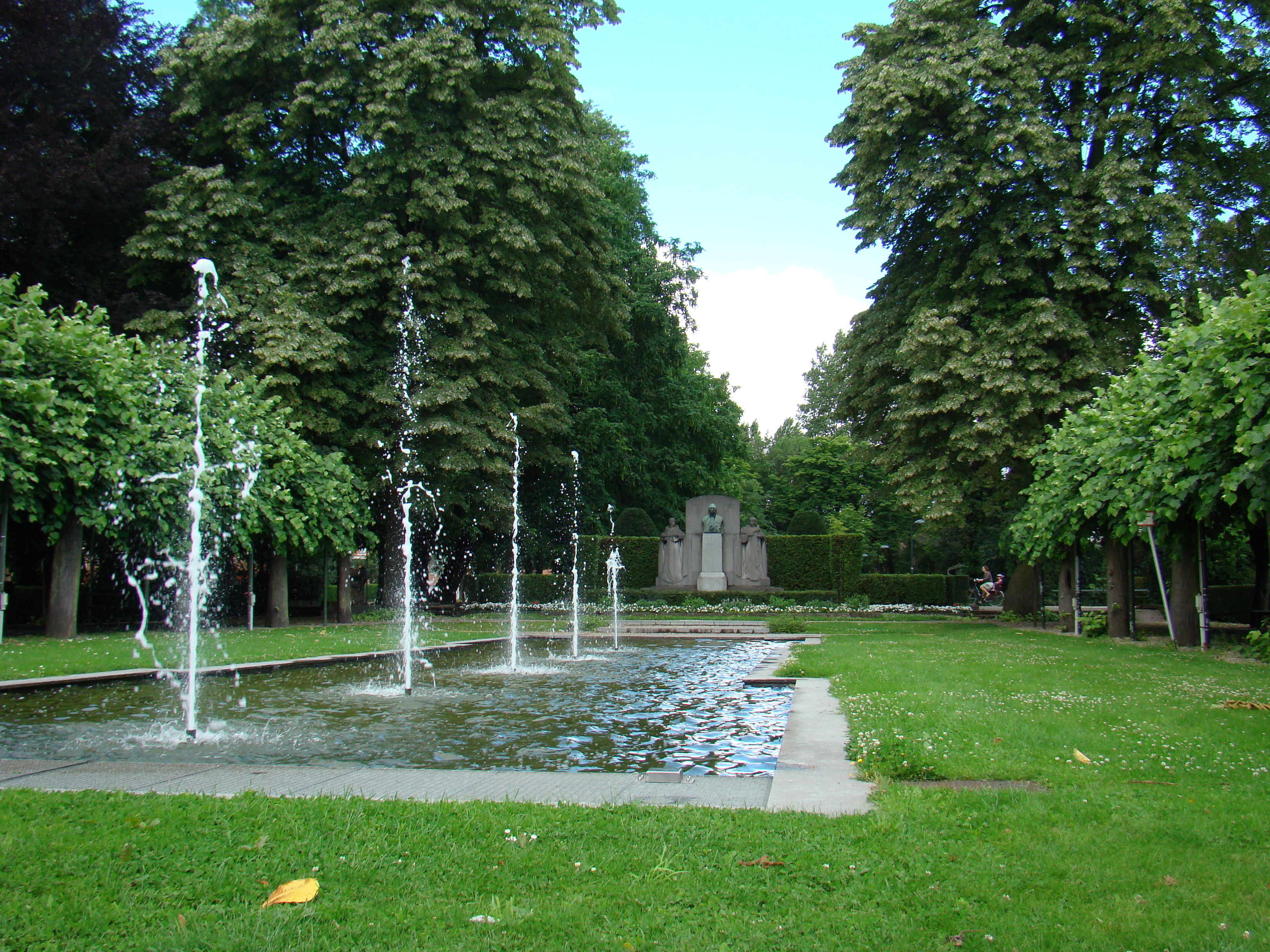
Koningin Astridpark

Het Koningin Astridpark is een park in het centrum van de Belgische stad Kortrijk. Dit stadspark van 3,85 hectare groot ligt in de wijk Overleie, tussen de Brugsestraat en de Izegemsestraat. De Graaf de Smet de Naeyerlaan loopt doorheen het park. Twee halfronde overkapte en lommerrijke loofgangen van Amerikaanse linden vormen de hoofdingang.

## Naamgeving
Het park dankt zijn naam aan het bezoek dat koningin Astrid op 5 april 1935 aan Kortrijk bracht, slechts vier maanden voor ze op 29 augustus verongelukte.
De stad richtte voor haar een monument op in een deel van het huidige park achter de Graaf de Smet de Naeyerlaan.

## Geschiedenis
Burgemeester Auguste Reynaert liet vanaf 1904 saneringsplannen uitvoeren in de drukbevolkte wijk Overleie, en meer bepaald tussen de huidige Meensestraat en de Graaf de Smet de Naeyerlaan. Een 100-tal bouwvallige woningen werden aangekocht en gesloopt, en op de aldus ontstane ruimte werd het zogenaamde Volkspark aangelegd. Stadsarchitect Victor Moelart ontwierp er in 1906 al het eerste deel van. Het park werd opengesteld voor het publiek vanaf zondag 16 juni 1907 met een groots concert.
Op 14 juni 1931 werd in de Franse tuin een monument onthuld ter ere van burgemeester Auguste Reynaert

## Trivia
- De stad Kortrijk liet het park in 2003 grondig restaureren. Het park werd ook recent uitgebreid met de terreinen van de voormalige stelplaats van de tramlijnen.